# Orthodoxie.com
Pour les articles homonymes, voir Orthodoxie (homonymie).
Orthodoxie.com est un site web d'informations en langue française sur l'actualité du christianisme orthodoxe en France et dans le monde.

## Historique
Il a été fondé en janvier 2005 par Jivko Panev, prêtre de l'Archevêché des églises orthodoxes russes en Europe occidentale, et Christophe Levalois. Ceux-ci le dirigent également. Les mises à jour sont quotidiennes. Il propose aussi des vidéos, notamment d'évènements orthodoxes en France et des entretiens. Selon le quotidien La Croix, le site est "l'une des références les plus citées en matière d'actualité orthodoxe (...) très fréquenté par les journalistes, universitaires, diplomates et responsables religieux, y compris catholiques".
Orthodoxie.com a organisé, les 17 et 18 février 2012 à Paris, les premières Journées du livre orthodoxe en France sous le haut patronage de l'Assemblée des évêques orthodoxes de France avec pour partenaires les éditions du Cerf, la Mutuelle Saint-Christophe assurances, la librairie La Procure, l'hebdomadaire La Vie et comme invités d'honneur le métropolite Hilarion de Volokolamsk et le hiéromoine Macaire du monastère de Simonos-Petras (Mont Athos). La deuxième édition, les 25 et 26 avril 2014, a été renommée Salon du livre orthodoxe. Parmi ses invités: Jean-François Colosimo, le métropolite Emmanuel Adamakis, président de l'Assemblée des évêques orthodoxes de France, le métropolite Stéphanos de Tallinn, primat de l’Église orthodoxe d'Estonie . La troisième édition s'est déroulée les 13 et 14 avril 2018.

## Quelques contributeurs
Jean-François Colosimo, Jean-Claude Larchet, Michel Evdokimov, Placide Deseille.